# Tour de France 2017 – 8. etapa
Osmá etapa Tour de France 2017 se jela v sobotu 8. července z Dole na Station des rousses. Měřila 187,5 km. V etapě byla 1 horská prémie 3. kategorie, 1 horská prémie 2. kategorie a 1 horská prémie 1. kategorie. V horském dojezdu zvítězil Lilian Calmejane.

## Prémie
45,5. km  – Montrond
- 1. André Greipel – 20
- 2. Michael Matthews – 17
- 3. Marcel Kittel – 15
- 4. Sonny Colbrelli – 13
- 5. Alexander Kristoff – 11
- 6. Alexis Vuillermoz – 10
- 7. Tony Gallopin – 9
- 8. Jack Bauer – 8
- 9. Lilian Calmejane – 7
- 10. Danilo Wyss – 6
- 11. Sylvain Chavanel – 5
- 12. Rudy Molard – 4
- 13. Warren Barguil – 3
- 14. Philippe Gilbert – 2
- 15. Fabio Sabatini – 1

101,5. km  – Col de la Joux (3)
- 1. Warren Barguil – 2
- 2. Serge Pauwels – 1

138,5. km  – Côte de Viry (2)
- 1. Warren Barguil – 5
- 2. Jan Bakelants – 3
- 3. Serge Pauwels – 2
- 4. Greg van Avermaet – 1

175,5. km  – Côte de la Combe de Laisia-Les Molunes (1)
- 1. Lilian Calmejane – 10
- 2. Robert Gesink – 8
- 3. Guillaume Martin – 6
- 4. Nicolas Roche – 4
- 5. Serge Pauwels – 2
- 6. Brice Feillu – 1

## Pořadí

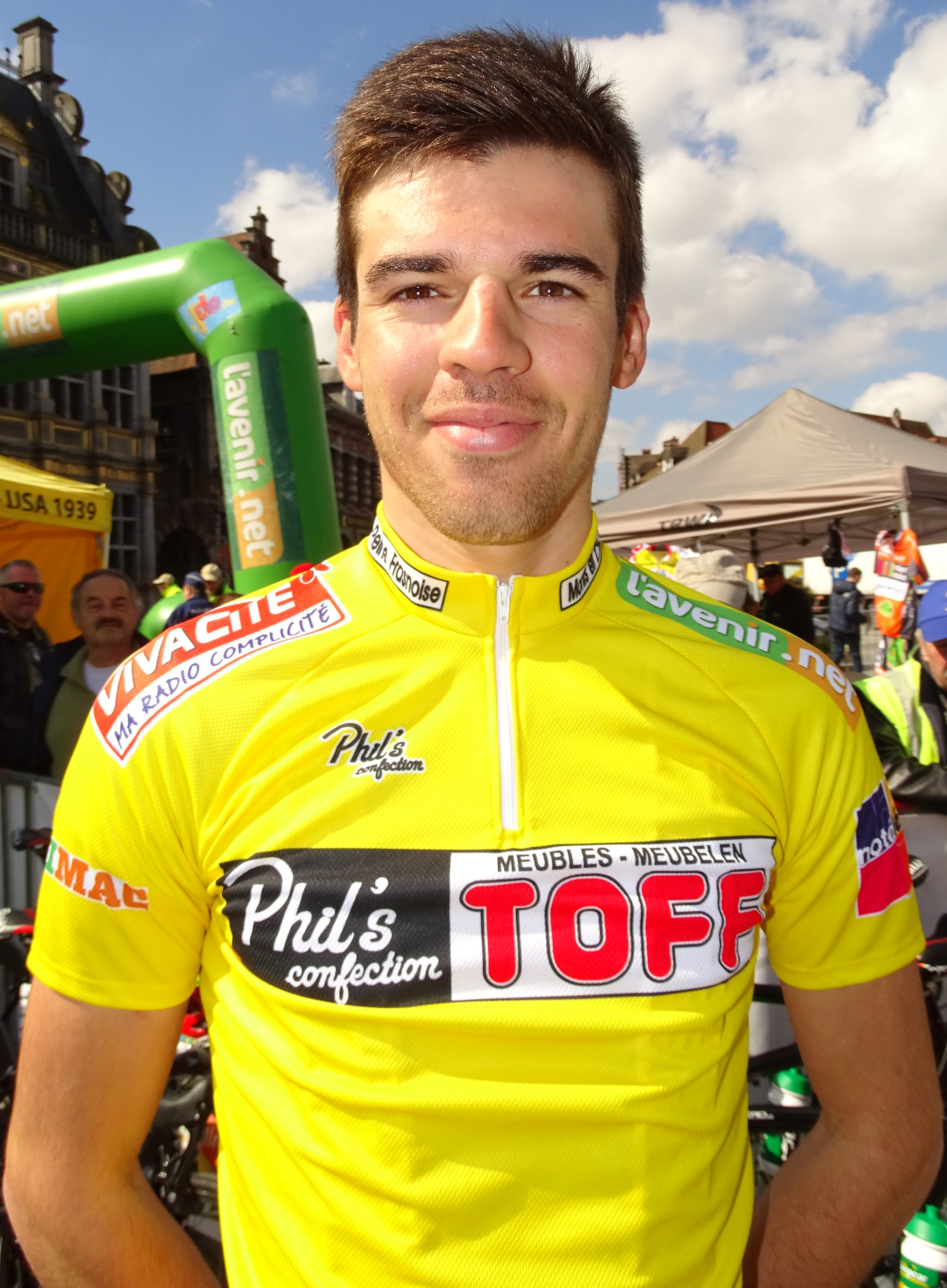
Lilian Calmejane, vítěz etapy

| #   | Jméno                    | Nár.       | Stáj              | Čas         |
| --- | ------------------------ | ---------- | ----------------- | ----------- |
| 1.  | Lilian Calmejane         | Francie    | Direct Energie    | 04h 30' 29" |
| 2.  | Robert Gesink            | Nizozemsko | LottoNL           | + 0' 37"    |
| 3.  | Guillaume Martin         | Francie    | Wanty             | + 0' 50"    |
| 4.  | Nicolas Roche            | Irsko      | BMC               | + 0' 50"    |
| 5.  | Roman Kreuziger          | Česko      | Orica-Scott       | + 0' 50"    |
| 6.  | Fabio Aru                | Itálie     | Astana            | + 0' 50"    |
| 7.  | Michael Valgren Andersen | Dánsko     | Astana            | + 0' 50"    |
| 8.  | Rafał Majka              | Polsko     | Bora              | + 0' 50"    |
| 9.  | Nathan Brown             | USA        | Cannondale        | + 0' 50"    |
| 10. | Romain Hardy             | Francie    | Fortuneo-Oscaro   | + 0' 50"    |
|     |                          |            |                   |             |
| 54. | Ondřej Cink              | Česko      | Bahrain Merida    | + 9' 34"    |
| 91. | Zdeněk Štybar            | Česko      | Quick-Step Floors | + 20' 56"   |

## Trikoty

### Celkové pořadí

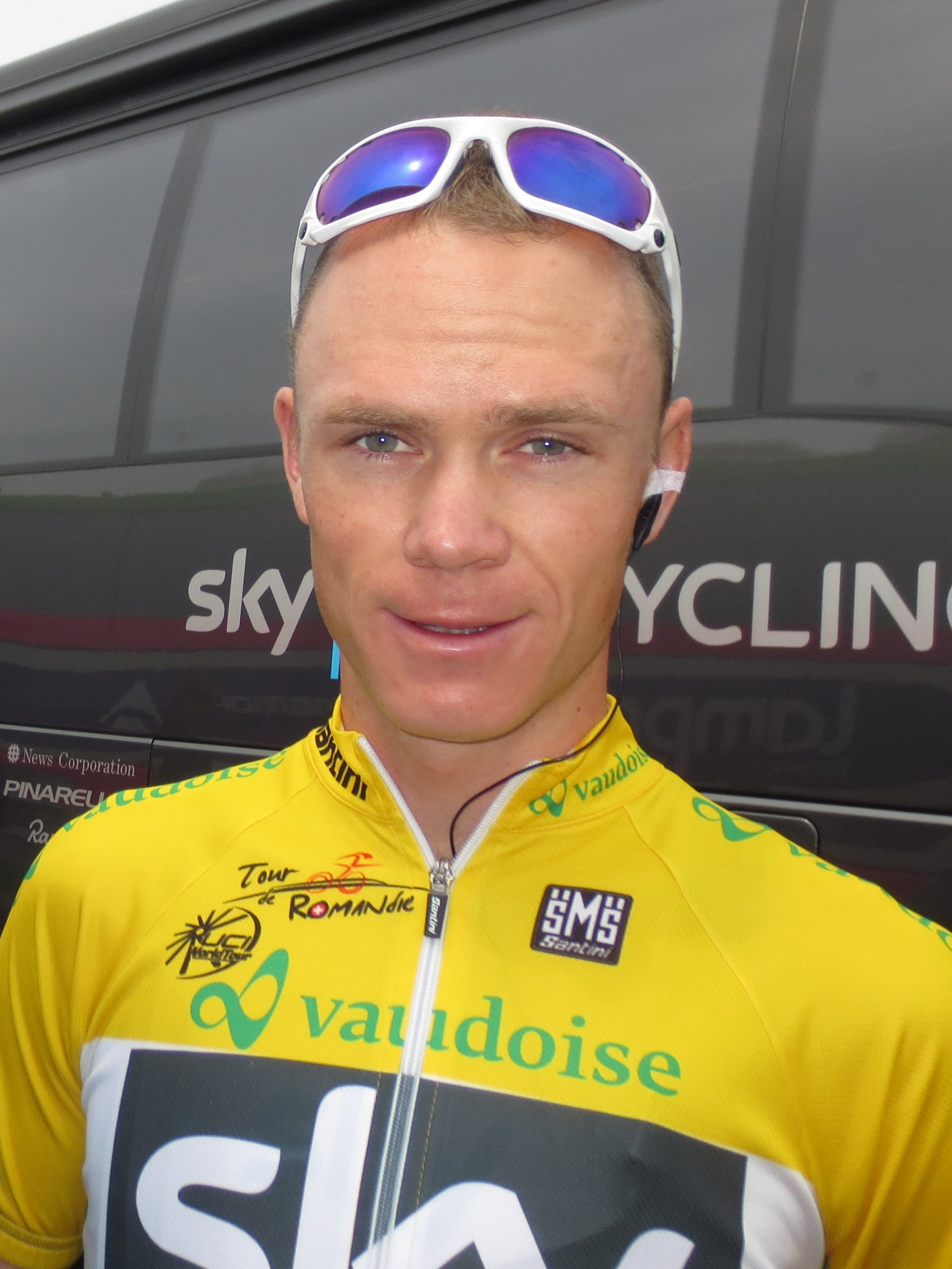
Chris Froome, lídr závodu

| #   | Jméno            | Nár.               | Stáj              | Čas         |
| --- | ---------------- | ------------------ | ----------------- | ----------- |
| 1.  | Chris Froome     | Spojené království | Sky               | 33h 19' 10" |
| 2.  | Geraint Thomas   | Spojené království | Sky               | + 0' 12"    |
| 3.  | Fabio Aru        | Itálie             | Astana            | + 0' 14"    |
| 4.  | Daniel Martin    | Irsko              | Quick-Step Floors | + 0' 25"    |
| 5.  | Richie Porte     | Austrálie          | BMC               | + 0' 39"    |
| 6.  | Simon Yates      | Spojené království | Orica-Scott       | + 0' 43"    |
| 7.  | Romain Bardet    | Francie            | AG2R              | + 0' 47"    |
| 8.  | Alberto Contador | Španělsko          | Trek-Segafredo    | + 0' 52"    |
| 9.  | Nairo Quintana   | Kolumbie           | Movistar          | + 0' 54"    |
| 10. | Rafał Majka      | Polsko             | Bora-Hansgrohe    | + 1' 01"    |
|     |                  |                    |                   |             |
| 24. | Roman Kreuziger  | Česko              | Orica-Scott       | + 2' 41"    |
| 50. | Ondřej Cink      | Česko              | Bahrain Merida    | + 16' 08"   |
| 84. | Zdeněk Štybar    | Česko              | Ouick-Step Floors | + 31' 59"   |

### Bodovací závod

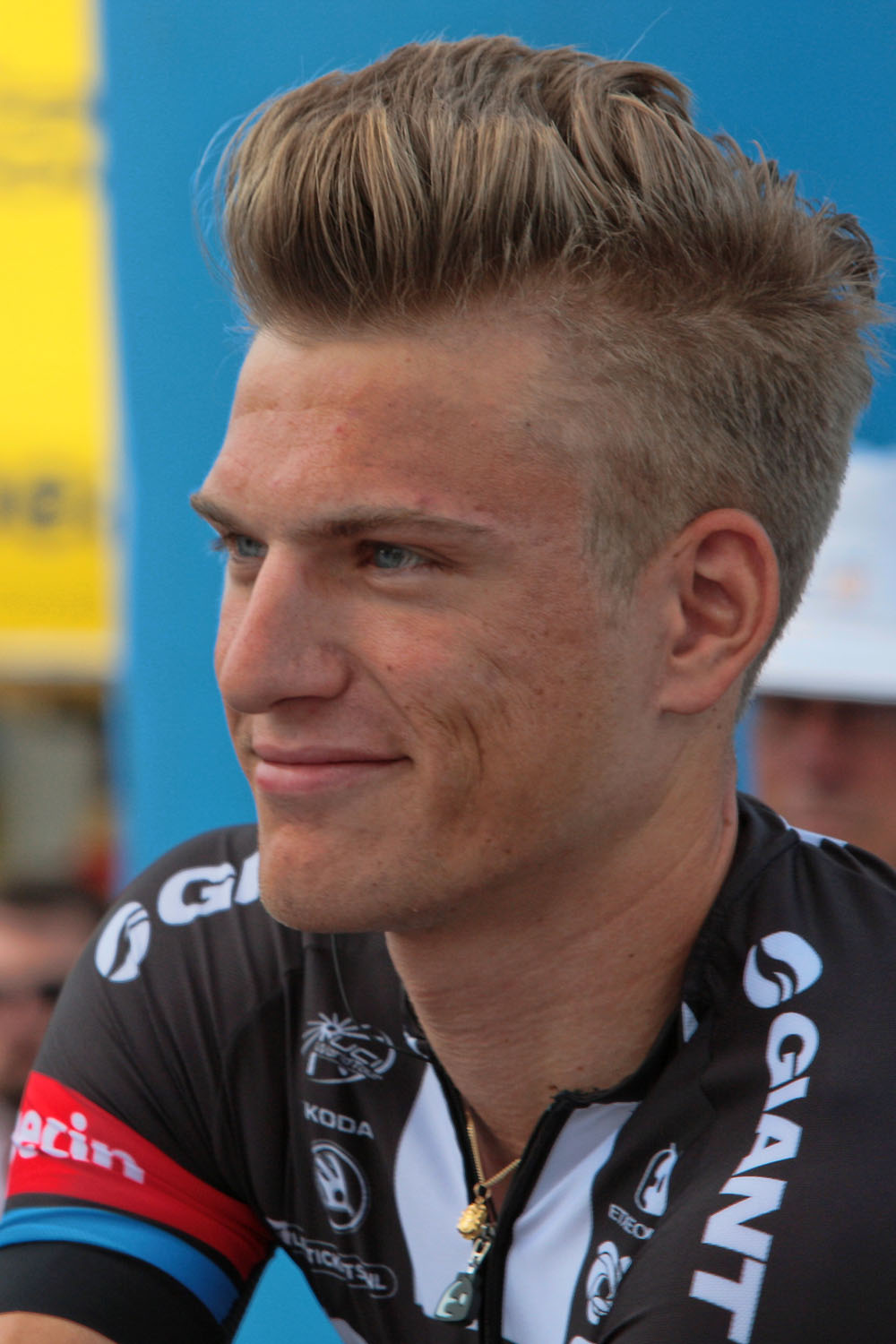
Marcel Kittel, lídr bodovacího závodu

| #   | Jméno                | Nár.      | Stáj              | Body |
| --- | -------------------- | --------- | ----------------- | ---- |
| 1.  | Marcel Kittel        | Německo   | Quick-Step Floors | 212  |
| 2.  | Arnaud Démare        | Francie   | FDJ               | 182  |
| 3.  | Michael Matthews     | Austrálie | Sunweb            | 140  |
| 4.  | André Greipel        | Německo   | Lotto Soudal      | 130  |
| 5.  | Alexander Kristoff   | Norsko    | Kaťuša            | 113  |
| 6.  | Sonny Colbrelli      | Itálie    | Bahrain-Merida    | 73   |
| 7.  | Edvald Boasson Hagen | Norsko    | Dimension Data    | 66   |
| 8.  | Nacer Bouhanni       | Francie   | Cofidis           | 54   |
| 9.  | Daniel Martin        | Irsko     | Quick-Step Floors | 51   |
| 10. | Fabio Aru            | Itálie    | Astana            | 45   |
|     |                      |           |                   |      |
| 38. | Roman Kreuziger      | Česko     | Orica-Scott       | 17   |
| 40. | Zdeněk Štybar        | Česko     | Ouick-Step Floors | 17   |
|     |                      |           |                   |      |
| —   | Ondřej Cink          | Česko     | Bahrain Merida    | 0    |

### Vrchařský závod

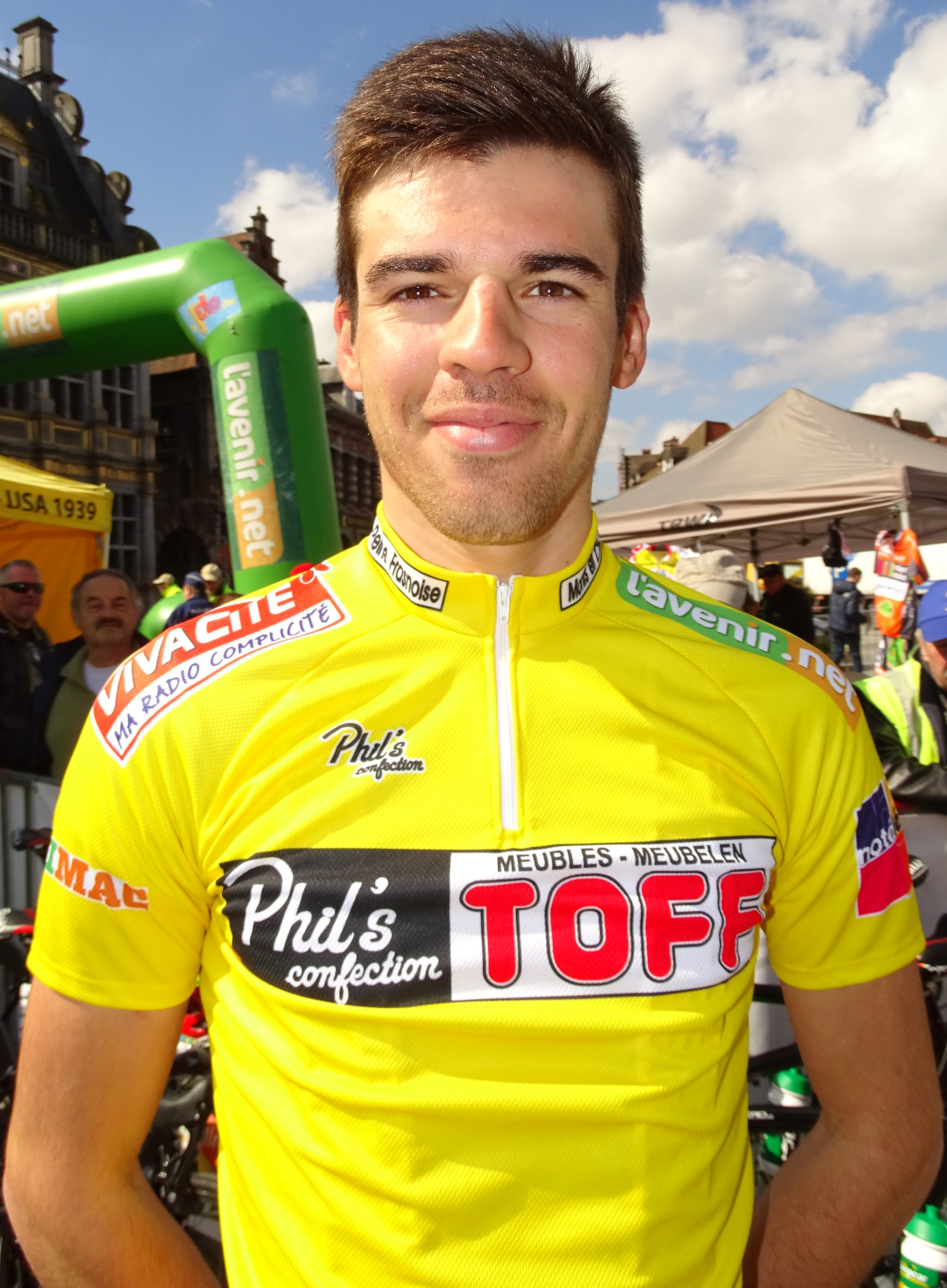
Lilian Calmejane, nejlepší vrchař

| #   | Jméno            | Nár.               | Stáj              | Body |
| --- | ---------------- | ------------------ | ----------------- | ---- |
| 1.  | Lilian Calmejane | Francie            | Direct Energie    | 11   |
| 2.  | Fabio Aru        | Itálie             | Astana            | 10   |
| 3.  | Daniel Martin    | Irsko              | Quick-Step Floors | 8    |
| 4.  | Robert Gesink    | Nizozemsko         | LottoNL           | 8    |
| 5.  | Warren Barguil   | Francie            | Sunweb            | 7    |
| 6.  | Chris Froome     | Spojené království | Sky               | 6    |
| 7.  | Guillaume Martin | Francie            | Wanty             | 6    |
| 8.  | Jan Bakelants    | Belgie             | AG2R              | 5    |
| 9.  | Serge Pauwels    | Belgie             | Dimension Data    | 5    |
| 10. | Richie Porte     | Austrálie          | BMC               | 4    |
|     |                  |                    |                   |      |
| —   | Zdeněk Štybar    | Česko              | Ouick-Step Floors | 0    |
| —   | Roman Kreuziger  | Česko              | Orica-Scott       | 0    |
| —   | Ondřej Cink      | Česko              | Bahrain Merida    | 0    |

### Nejlepší mladý jezdec

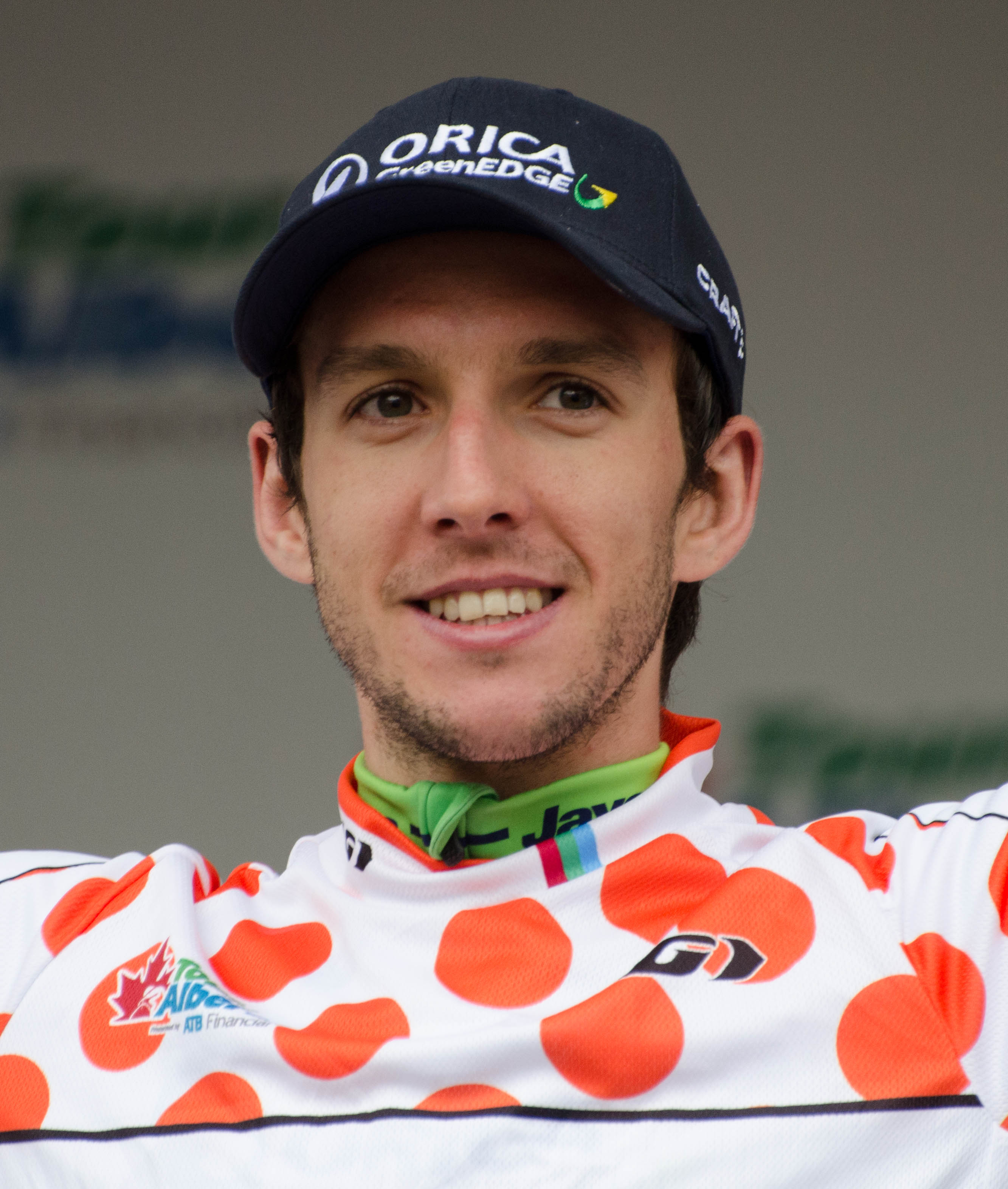
Simon Yates, nejlepší mladý jezdec

| #   | Jméno                    | Nár.               | Stáj           | Čas         |
| --- | ------------------------ | ------------------ | -------------- | ----------- |
| 1.  | Simon Yates              | Spojené království | Orica-Scott    | 33h 19' 53" |
| 2.  | Pierre-Roger Latour      | Francie            | AG2R           | + 0' 24"    |
| 3.  | Louis Meintjes           | Jižní Afrika       | UAE            | + 0' 41"    |
| 4.  | Emanuel Buchmann         | Německo            | Bora-Hansgrohe | + 0' 46"    |
| 5.  | Guillaume Martin         | Francie            | Wanty          | + 1' 40"    |
| 6.  | Lilian Calmejane         | Francie            | Direct Energie | + 2' 41"    |
| 7.  | Alexej Lucenko           | Kazachstán         | Astana         | + 11' 08"   |
| 8.  | Tiesj Benoot             | Belgie             | Lotto Soudal   | + 14' 25"   |
| 9.  | Michael Valgren Andersen | Norsko             | Astana         | + 15' 58"   |
| 10. | Jay McCarthy             | Austrálie          | Bora-Hansgrohe | + 16' 06"   |

### Nejlepší tým
| #   | Stáj              | Čas         | Česko     |
| --- | ----------------- | ----------- | --------- |
| 1.  | Team Sky          | 99h 58' 32" |           |
| 2.  | BMC               | + 1' 59"    |           |
| 3.  | AG2R              | + 3' 21"    |           |
|     |                   |             |           |
| 5.  | Orica-Scott       | + 3' 58"    | Kreuziger |
| 16. | Quick-Step Floors | + 44' 56"   | Štybar    |
| 17. | Bahrain Merida    | + 49' 37"   | Cink      |

### Bojovník etapy

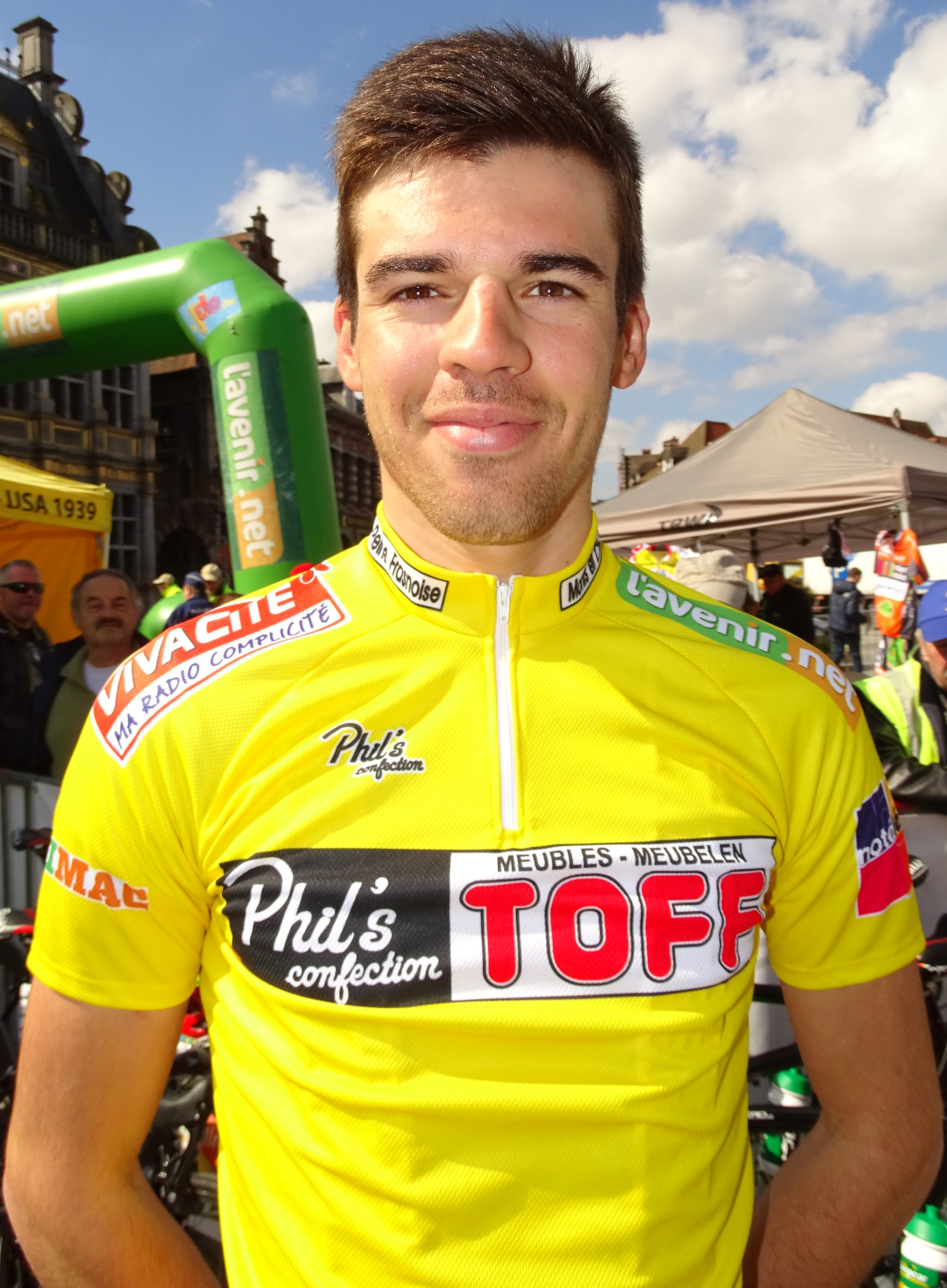
Lilian Calmejane, bojovník etapy

| Jméno            | Nár.       | Stáj           |
| ---------------- | ---------- | -------------- |
| Lilian Calmejane | Nizozemsko | Direct Energie |